# Chiesa dei Cappuccini (Bolzano)
La chiesa dei Cappuccini, in tedesco Kapuzinerkirche, è un luogo di culto cattolico della città di Bolzano, in Alto Adige.
Dedicato a sant'Antonio di Padova, risale al 1600.

## Localizzazione e arte

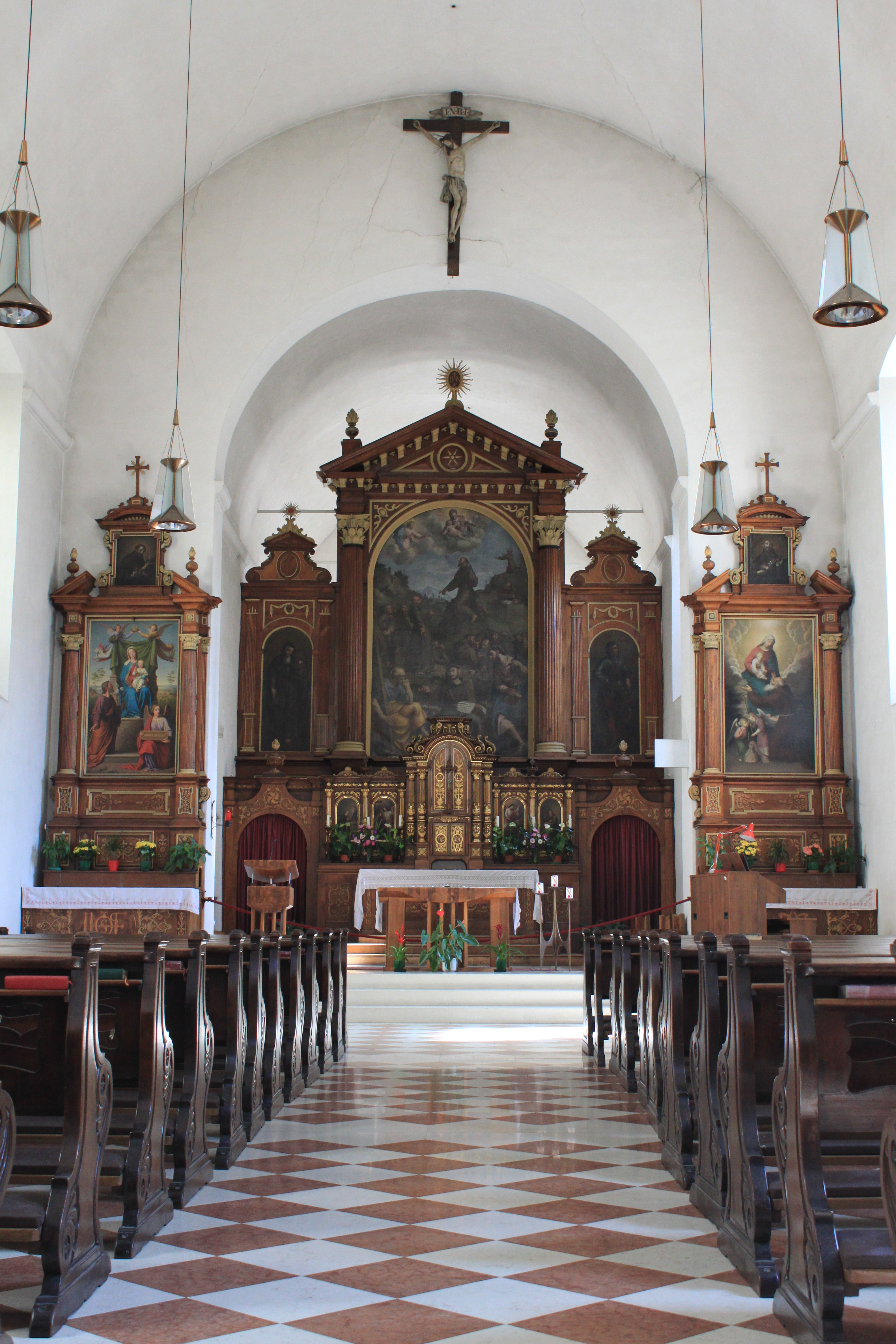
L'interno.

La semplice chiesa del primo barocco si trova a ridosso del centro storico a Bolzano, fra il duomo e la chiesa dei Domenicani, in via Cappuccini. All'esterno è situato un parco pubblico.
L'altare maggiore è sovrastato dal quadro di Felice Brusasorzi raffigurante San Francesco riceve la seconda regola, del 1600.

## Storia
La chiesa risale al 1600 ed è stata costruita, su iniziativa dei conti Wolkenstein, al di sopra dell'area dove si trovava castel Wendelstein, maniero dei conti del Tirolo nonché area della medioevale curtis S. Afra (Meierhof) della chiesa vescovile di Augusta, importante proprietaria terriera nella zona bolzanina. Scavi archeologici hanno rinvenuto sotto i resti del castello anche reperti risalenti all'epoca romana. La vicinanza con il duomo, sotto il quale sono stati rinvenuti i resti di una basilica paleocristiana, fa pensare che la zona potesse essere la Pons Drusi romana.